# Гостомельська вулиця (Київ)
Госто́мельська ву́лиця — вулиця у Святошинському районі міста Києва, місцевість Новобіличі. Пролягає від вулиці Олега Мудрака до Робітничої вулиці.
Прилучаються вулиці Рубежівська і Рахманінова.

## Історія
Вулиця виникла у першій половині XX століття під назвою 394-а Нова. Сучасна назва — з 1944 року, на честь с. Гостомель на Київщині.